# Гиорги VII од Грузије
Ђорђе VII (груз. გიორგი VII, умро 1405. или 1407.) је био краљ Грузије од 1393. до 1407. (алтернативно, од 1395. до 1405.).
Ђорђе је био син краља Баграта V и његове прве жене Хелене Велике Комнин (умрла од бубонске куге, 1366). Краљ Баграт V га је поставио за савладара 1369. године.
У новембру 1386, краљ Баграт V је поражен и заробљен од стране турко-монголског војсковође Тимура (или Тамерлана). Принц Ђорђе је организовао успешан отпор следећем упаду и ослободио оца. Године 1393. краљ Баграт V је умро и Ђорђе је преузео пуна краљевска овлашћења. Већи део своје владавине провео је борећи се против кана Тимура који је водио још седам експедиција против тврдоглавог грузијског краљевства од 1387. до 1403. године, остављајући земљу у рушевинама. 1398. краљ Ђорђе VII је победио Тимуриде у бици код Алиње. Коначно, 1403. краљ Ђорђе VII је морао да склопи мир са жестоким непријатељем, признајући Тимура за сизерена уз обавезу да му плаћа данак, али задржавајући право да буде крунисан као хришћански монарх. Према Вахуштију, он је погинуо у борби против туркменских номада, очигледно из клана Кара Којунлу. Данас неки историчари сматрају ове Вахуштијеве информације сумњивим и тврде да је краљ Ђорђе VII умро природном смрћу.
Претпоставља се да краљ Ђорђе VII можда није имао деце, пошто га је наследио његов брат Константин I Грузијски.